# 曼維爾 (印第安納州)
曼維爾（英語：Manville）是位於美國印地安納州傑佛遜縣的一個非建制地區。該地的面積和人口皆未知。